# Anne Cabau
Anne Cabau, née le 4 septembre 1936 à Neuilly-sur-Seine et morte le 1er juillet 2018 dans le 16e arrondissement de Paris, est une gynécologue française. Ses travaux ont révélé en France les conséquences de l'exposition in utero de bébés au Diéthylstilbestrol (DES). Ce produit est prescrit en France depuis les années 1950 jusqu'en 1977 pour prévenir les fausses couches. Il provoque des malformations et stérilités chez les enfants qui ont été exposés.

## Biographie
Jeune clinicienne gynécologue au début des années 1980, elle a complété sa formation aux États-Unis.
Assurant des consultations de gynécologie au centre médical de la mutuelle générale de l'Éducation nationale (MGEN), elle y suit des jeunes femmes souffrant d'infertilité et découvre que nombre d’entre elles présentent des anomalies de l’utérus. Informée des travaux américains sur les filles DES, en 1983 en accord avec ses confrères et la MGEN, elle lance une enquête par le biais du bulletin de la mutuelle tiré à un million d'exemplaires. L'objectif était de savoir si les femmes exposées in utero et en âge de procréer avaient eu des difficultés à avoir des enfants.
L'enquête révèle que les enfants exposés in utero en France présentent des anomalies génétiques et troubles de la fertilité dans les mêmes proportions qu'aux États-Unis.
L'enquête fait l'objet d'une couverture médiatique importante notamment dans un article du journal Le Monde qui fait date.
En 1996 elle ouvre bénévolement une consultation spécialisée à l'hôpital Saint-Vincent-de-Paul.
Les travaux ont contribué à la connaissance des perturbateurs endocriniens et à la levée d'un tabou selon lequel un produit prescrit aux mères afin de prévenir les risques de fausse couche ait pu avoir des effets néfastes sur les enfants qui y ont été exposés.
« Elle a été une lanceuse d'alerte à une époque où ce terme n'existait pas. Sans ses travaux, l'affaire du Distilbène n'aurait jamais éclaté », a déclaré Nathalie Lafaye, secrétaire de l'association réseau DES.

## Vie privée
Anne Cabau est l'arrière-petite-nièce du capitaine Dreyfus.

## Œuvres
- Pour que l'enfant paraisse, Flammarion, 1990, réédition numérique Fenix.